# Christine Darden
 Christine Darden (nacida el 10 de septiembre de 1942, como Christine Mann) es una matemática, analista de datos e ingeniera aeronáutica estadounidense que dedicó gran parte de sus 40 años de carrera en aerodinámica en la NASA a la investigación de vuelos supersónicos y el estampido sónico. Tiene una maestría en matemáticas y enseñó en la Universidad Estatal de Virginia antes de comenzar a trabajar en el Centro de Investigación de Langley en 1967. Obtuvo un doctorado en ingeniería en la Universidad George Washington en 1983 y ha publicado numerosos artículos en su campo. Fue la primera mujer afroamericana en el Centro de Investigación de Langley de la NASA en ser promovida a «Senior Executive Service», el rango más alto en el servicio civil federal. 
Darden es uno de los investigadores que aparecen en el libro «Hidden Figures: The American Dream and the Untold Story of the Black Women Mathematicians Who Helped Win the Space Race (2016)», una historia de algunas de las mujeres afroamericanas influyentes en matemáticas e ingenieros de la NASA a mediados del siglo XX, por Margot Lee Shetterly.

## Biografía
Christine Mann nació el 10 de septiembre de 1942 en Monroe, Carolina del Norte. Su madre Desma Cheney era maestra de escuela y su padre Noah Horace Mann Sr. productor de seguros. Sus padres la animaron a buscar una educación de calidad. A partir de los tres años, Darden fue llevada por su madre a su propia clase y a los cuatro años, Darden comenzó el jardín infantil. Durante la escuela primaria, Darden se interesó en desarmar y reconstruir objetos mecánicos como su bicicleta. Darden terminó sus últimos dos años de escuela primaria en «Allen High School», un internado en Asheville, Carolina del Norte. 
Se graduó como la mejor alumna de su clase en 1958 recibiendo posteriormente una beca para estudiar en la Universidad de Hampton, una universidad históricamente afroamericana conocida entonces como el Instituto Hampton. Durante sus estudios en Hampton, participó en algunas de las primeras protestas del Movimiento por los Derechos Civiles. También participó en varias sentadas de estudiantes junto a sus otros compañeros negros. Mann se graduó de Hampton con una licenciatura en matemáticas en 1962. También obtuvo una certificación de enseñanza y enseñó matemáticas en la escuela secundaria por un breve tiempo.
En 1963, Mann se casó con Walter L. Darden Jr., un profesor de ciencias de secundaria. En 1965 se convirtió en asistente de investigación en el «Virginia State College», estudiando física de aerosoles. En Virginia State, Darden obtuvo una maestría en 1967 y enseñó matemáticas allí.
Ese mismo año fue contratada por la NASA como analista de datos en el Centro de Investigación de Langley. Darden comenzó en el «grupo de computadoras», realizando cálculos como una computadora para ingenieros. Ella comenzó a automatizar el proceso escribiendo programas de computadora. 
Después de pasar a una investigación más aeronáutica, en 1973, Darden fue ascendida a un puesto de ingeniera aeroespacial por su superior John V. Becker. Sus primeros descubrimientos en la década de 1960 y 1970 dieron como resultado una revolución en el diseño aerodinámico para reducir el estampido sonoro. En 1983, Darden obtuvo un doctorado en ingeniería de la Universidad George Washington. 
En 1989, Darden fue nombrada líder del «Sonic Boom Team», una filial del Programa de Investigación de Alta Velocidad («HSR» por sus siglas en inglés). En el Sonic Boom Team, trabajó en diseños para disminuir los efectos negativos de los estampidos sónicos, como la contaminación acústica y el agotamiento de la capa de ozono. Su equipo probó nuevos diseños de alas y narices para aviones supersónicos. Darden diseñó un programa de computadora para simular los estampidos sonoros.
El programa fue cancelado por el gobierno en febrero de 1998. Un resumen de 1998 publicado por Darden describe el programa como enfocado en «las tecnologías necesarias para el desarrollo de un transporte civil de alta velocidad, amigable con el medio ambiente y económicamente viable». Darden escribió más de 50 artículos en el campo general del diseño aeronáutico, especializándose en el diseño de flujo supersónico y flaps, así como en la predicción y minimización de los estruendos sonoros.

## Las «computadoras humanas» de la NASA
En 1935, las primeras mujeres matemáticas afroamericanas fueron contratadas como computadoras humanas en la NASA, entonces conocida como «NACA» (Comité Nacional Asesor de Aeronáutica). Dado que muchos hombres luchaban en el extranjero en la Segunda Guerra Mundial, se dieron más oportunidades de empleo tanto a las mujeres blancas como a las afroamericanas. El último grupo de computadoras se conoció como las «Computadoras del Área Oeste», en referencia a su oficina segregada. Las computadoras humanas realizaron cálculos para respaldar la investigación sobre el vuelo en avión y, más tarde, los cohetes. Debido a que el estado de Virginia, donde se ubicó el Centro de Investigación de Langley, tuvo segregación racial, se siguieron las leyes de Jim Crow en las instalaciones, que se encuentran cerca de Hampton. Esto cambió después de la Ley de Derechos Civiles de 1964 que prohibió la segregación.
El grupo una vez encargado de procesar las puntuaciones de los datos recopilados de las pruebas de vuelo, en la década de 1940 había ganado reputación como "computadoras humanas" que eran esenciales para el funcionamiento de la NASA. Durante las décadas de 1950 y 1960, muchas de estas mujeres tuvieron la oportunidad de desarrollarse como técnicas e ingenieras.
Darden comenzó a trabajar en el grupo de computadoras en 1967, después de haber completado una maestría en matemáticas en la Universidad Estatal de Virginia y haber dado clases allí. Para entonces, las computadoras se utilizaban cada vez más para los cálculos complejos para respaldar la ingeniería y el diseño. Darden dejó el grupo de computadoras en 1989 para ocupar un puesto de ingeniera, trabajando en la disminución del estampido sónico en el vuelo supersónico. Obtuvo su doctorado en 1983 (con el apoyo de la NASA) y se hizo conocida por su investigación como «uno de los expertos más destacados de la NASA en vuelo supersónico y explosiones sónicas». Darden fue promovida a gerente y avanzó para convertirse en la primera mujer afroamericana en Langley en ser ascendida a «Senior Executive Service», el rango más alto en el servicio civil federal. 
En marzo de 2007, Darden se retiró de la NASA como directora de la Oficina de Comunicación Estratégica y Educación.

## Premios
En 1985, Darden recibió el Premio al logro técnico del Dr. AT Weathers de la Asociación Técnica Nacional. Recibió un Premio Candace de la Coalición Nacional de 100 Mujeres Negras en 1987. Recibió tres Certificados de desempeño sobresaliente de «Langley Research Center»: en 1989, 1991 y 1992.
El 28 de enero de 2018, Darden recibió el Premio de Ciudadanía Presidencial en la Universidad de Hampton en reconocimiento a su contribución y servicio.
Darden recibió un título honorario de la Universidad Estatal de Carolina del Norte el 19 de diciembre de 2018.